# Calamagrostis pseuopoa
Calamagrostis pseuopoa är en gräsart som först beskrevs av Pieter Jansen, och fick sitt nu gällande namn av Rafaël Herman Anna Govaerts. Calamagrostis pseuopoa ingår i släktet rör, och familjen gräs.
Artens utbredningsområde är Sumatera. Inga underarter finns listade i Catalogue of Life.